# Tubificoides euxinicus
Tubificoides euxinicus är en ringmaskart som först beskrevs av Hrabe 1966.  Tubificoides euxinicus ingår i släktet Tubificoides och familjen glattmaskar. Inga underarter finns listade i Catalogue of Life.